# 凯沃尔 (南达科他州)
凯沃尔（英語：Cavour）是美国南达科他州下属的一座城鎮。根据2010年美国人口普查，该鎮有人口115人。论人口在本州排行第223。该城以意大利政治家卡米洛·奔索名字命名。